# József Ruzitska
József Ruzitska [ˈjoːʒɛf ˈruzitʃkɒ] (* 1775 in Pápa; † nach 1823) war ein ungarischer Komponist.

## Leben
Ruzitska war zunächst Militärkapellmeister. Um 1820 war er Kapellmeister des Josephs-Regiments in Aiud (Nagyenyed), danach 1821 Theatermusiker in Großwardein (Nagyvárad) und von 1822 bis 1823 Theaterkapellmeister in Klausenburg (Kolozsvár). Nach einer Italienreise im Jahre 1823 verlieren sich seine Spuren; Sterbedatum und -ort sind nicht bekannt.
Ruzitska komponierte mehrere Opern.

## Werke
- Arany idők („Goldene Zeiten“), Singspiel, 1821
- Béla futása („Bélas Flucht“), Oper, Uraufführung 1822
- Kemény Simon avagy dicsőség a hazáért meghalni („Simon Kemény oder Ruhmvoll ist es, für das Vaterland zu sterben“), Oper, 1822

| Personendaten    | Personendaten         |
| ---------------- | --------------------- |
| NAME             | Ruzitska, József      |
| KURZBESCHREIBUNG | ungarischer Komponist |
| GEBURTSDATUM     | 1775                  |
| GEBURTSORT       | Pápa                  |
| STERBEDATUM      | nach 1823             |